# الاتحاد (جريدة إماراتية)
صحيفة الاتحاد جريدة يومية في الإمارات. تصدر عن شركة أبوظبي للإعلام في إمارة أبوظبي تعتبر من أول الصحف الصادرة في دولة الإمارات العربية المتحدة وأقدمها. صدر العدد الأول من جريدة الاتحاد في 20 أكتوبر 1969 في فترة شهدت عملاً متواصلاً من الشيخ زايد بن سلطان آل نهيان حينها كان يقوم بجهود مكثفة مع حكام الإمارات لقيام اتحاد دولة الإمارات العربية المتحدة.

## التسمية
تسمية «الاتحاد» تحمل من الرمزية والمعاني الكبيرة ما يعكس كون جريدة «الاتحاد» لسان حال دولة الإمارات، ليس فقط كمجتمع بل ككيان سياسي بالمواقف والتوجهات الموضوعية. ويذكر أن الجريدة بدأت بالصدور بشكل أسبوعي من 12 صفحة ووصل حجم توزيعها إلى 5500 نسخة، كما أنها كانت توزع مجانا للصمود في وجه الصحف المنافسة القادمة من بعض الأقطار العربية الأخرى
ومع إعلان قيام دولة الإمارات في العام 1971 صدرت «الاتحاد» لعدة أيام متتالية كما صدرت بشكل يومي لمدة أسبوعين في 6 أغسطس 1971 وذلك لمناسبة الذكرى الخامسة لتولي صاحب السمو الشيخ زايد بن سلطان آل نهيان مقاليد الحكم في أبوظبي
واعتبارا من 22 أبريل 1972 بدأت جريدة الاتحاد بالصدور يومياً. وفي مرحلة لاحقة، صدر ملحق الاتحاد الرياضي تلاه ملحق «دنيا الاتحاد» وهو عبارة عن مجلة فنية ثقافية منوعة
واليوم تمتلك الاتحاد واحدة من أحدث المطابع في الشرق الأوسط وينعكس ذلك على نوعية الطباعة التي تضاهي بجودتها الصحف الأجنبيةّ

## المراسلون والمكاتب
يعمل في الاتحاد اليوم ما يقارب المئة صحافي يتوزعون بين أبوظبي ومكاتب في دبي والفجيرة ورأس الخيمة وسائر إمارات الدولة، إلى جانب مكاتب موزعة في بيروت والقاهرة ومراسلون في أنحاء العالم. ويعتمد الصحافيون في عملهم على أحدث التقنيات في غرفة أخبار مزودة بالأجهزة وآخر تقنيات التحري حيث تعتمد الاتحاد غرفة الأخبار الذكية (Smart news room) التي ترصد الأحداث في مختلف أنحاء العالم وقت حدوثها كي تنقلها عن مختلف الوسائل الإعلامية لتصبح بمتناول قرائها. تضم الاتحاد قسم خاص بكتاب الأعمدة العرب والخليجيين.

## موقع الإنترنت
دخلت الجريدة عالم الإنترنت اعتبارا من يوم الجمعة في 15 مارس 1996 لتقدم إلى قرائها خدمة جديدة لتكون بذلك أول صحيفة محلية تقدم هذه الخدمة.

## معرض مذبحة صبرا وشاتيلا
- قائمة الصحف والمجلات في الإمارات

- الإعلام في الإمارات

## وصلات خارجية
- الموقع الرسمي للجريدة